# Platja de la Tayada
La Platja de la Tayada és una de les vuit platges de la parròquia de Celorio, en el concejo de Llanes, Astúries.
Des d'aquestes platges es té una bona vista de la serra del Cuera i els voltants de les platges estan plens de vegetació. S'emmarca a les platges de la Costa oriental d'Astúries, també anomenada Costa Verda Asturiana i és considerada paisatge protegit, des del punt de vista mediambiental (per la seva vegetació). Per aquest motiu està integrada, segons informació del Ministeri d'Agricultura, Alimentació i Medi ambient, en el Paisatge Protegit de la Costa Oriental d'Astúries.

## Descripció
Pel seu difícil accés i aïllament pot considerar-se-li com una platja salvatge. Se situa en la península que separa les platges de Borizo i Troenzo, que és coneguda per diversos noms, entre ells península Azpiri, per haver pertangut antany a aquesta família.
Quan hi ha marea alta la platja desapareix totalment. No compta amb cap tipus de servei, ni tan sols de salvament, i per accedir a ella s'ha de fer a peu des de l'aparcament de la platja de Troenzo.